# Пржемысл III Опавский
Пржемысл III Опавский (чеш. Přemysl III. Opavský, нем. Přemysl III. von Troppau, ок. 1450 — 17 февраля 1493) — князь Опавский (1452—1456), последний представитель опавских Пржемысловичей.

## Биография
Пржемысл был младшим сыном князя Вильгельма Опавского и Саломеи из Частоловиц. Принадлежал к побочной линии чешской королевской династии Пржемысловичей.
После смерти его отца в 1452 году Пржемысл и его братья Фридрих и Вацлав совместно унаследовали две трети Опавского княжества. Оставшаяся треть принадлежала их двоюродным братьям Янушу Фульнекскому и Яну III Благочестивому. Их отец также владел Зембицким княжеством, но Пржемысл с братьями его не унаследовали, поскольку незадолго до смерти Вильгельм Опавский передал его своему брату Эрнесту в обмен на принадлежавшую ему треть Опавского княжества. 
Пржемысл и его братья ко времени смерти отца были несовершеннолетними, и опеку над ними взял дядя, Эрнест Опавский. Он оказался мотом, постоянно был в долгах, и в 1456 году продал принадлежащие племянникам две трети Опавского княжества дальнему родственнику, князю опольскому Болеславу V, за 28 тысяч дукатов. 
Не имея шанса стать удельным князем, Пржемысл решил избрать духовную стезю. В 1464 году он поступил в Краковский университет, по окончании которого был каноником во Вроцлаве и Оломоуце. В 1471 году он поступил в Венский университет, а в 1479 году стал деканом капитула Собора Святого Стефана. 
Последние годы жизни Пржемысл III провёл в Мёдлингском пробстве, где скончался 17 февраля 1493 и был похоронен. Он был последним представителем опавской линии силезских Пржемысловичей.